# Dawsophila polycarpa
Dawsophila polycarpa är en svampart som beskrevs av Döbbeler 1999. Dawsophila polycarpa ingår i släktet Dawsophila, klassen Dothideomycetes, divisionen sporsäcksvampar och riket svampar.   Inga underarter finns listade i Catalogue of Life.